# Kokushi
Kokushi (国司) foi uma classe de funcionários no Japão enviadas por um governo central para supervisionar uma Província Japonesa no VIII século após a promulgação do sistema Ritsuryo. Kokushi ajudou consideravelmente no poder e responsabilidade no acordo de Ritsuryo, incluindo a cobrança de impostos, etc.
O nível mais alto para um Kokushi era Kami (守). Assim, por exemplo, o kokushi da Província de Kai  teria o título de Kai no Kami (甲斐守). Em alguns casos, o próprio Kami vivia na província para onde foi mandado. O mais alto cargo da província era chamado de Zuryo (受領). Os Kokushi perderam seu poder durante o Shogunato Kamakura e durante o período de Shogunato Muromachi o Shugo. Nas gerações posteriores, especialmente no período Edo, uma título kokushi permanecia como honorífico.